# 이마후네 정류장
이마후네 정류장(일본어: 今船停留場, いまふねていりゅうじょう)은 일본 오사카부 오사카시 니시나리구에 있는 한카이 전기 궤도의 정류장이다. 역 번호는 HN54이다.
1980년에 난카이 히라노 선이 폐지되었고, 히다 정류장도 간이역이 되었으나, 근처에 신규로 설치된 정류장이다.
한카이 선에서는 2015년 2월 1일 이시즈키타 정류장이 개업하기 전까지는 가장 늦게 개업한 정류장이고, 개업 시점에서는 아직 난카이 오사카 궤도선의 일원이었기
때문에, 난카이 오사카 궤도선 시대의 마지막에 개업한 정류장이기도 하다.

## 역사
- 1980년
  - 11월 28일: 난카이 전기철도 한카이 선의 정류장으로 개업.
  - 12월 1일: 노선 양도로 한카이 전기 궤도의 정거장이 됨.

## 정류장 구조
2면 2선의 단선 승강장인 구조이지만 일반적인 상대식 승강장과 달리 승강장이 선로 옆과 선로 가운데에 하나씩 있는 구조로 배치되어 있다.
한카이 전기 궤도의 신설 궤도 상에 있는 정류장의 플랫폼 위치는 건널목의 직전이 대부분이지만, 본 정류장은 상하선 모두 건널목을 지난 위치에 있다. 승강장 유효 길이는 1량분이다.

## 역 주변
- 오사카 시 교통국 지하철 요쓰바시 선 하나조노초 역
- 난카이 고야 선 하기노차야 역
- 토비타 유곽 흔적
- 우라카미 병원(의료 법인 자면회)
- 와타나베 외과 병원(옛 타나카 외과)
- 니시이마이케 우체국
- 니시하나조노 우체국
- 신니혼 오사카 복싱 도장
- 이즈미야 하나조노점
- 오사카 시영 미나미 공원(아베노 장례식장)

## 사진

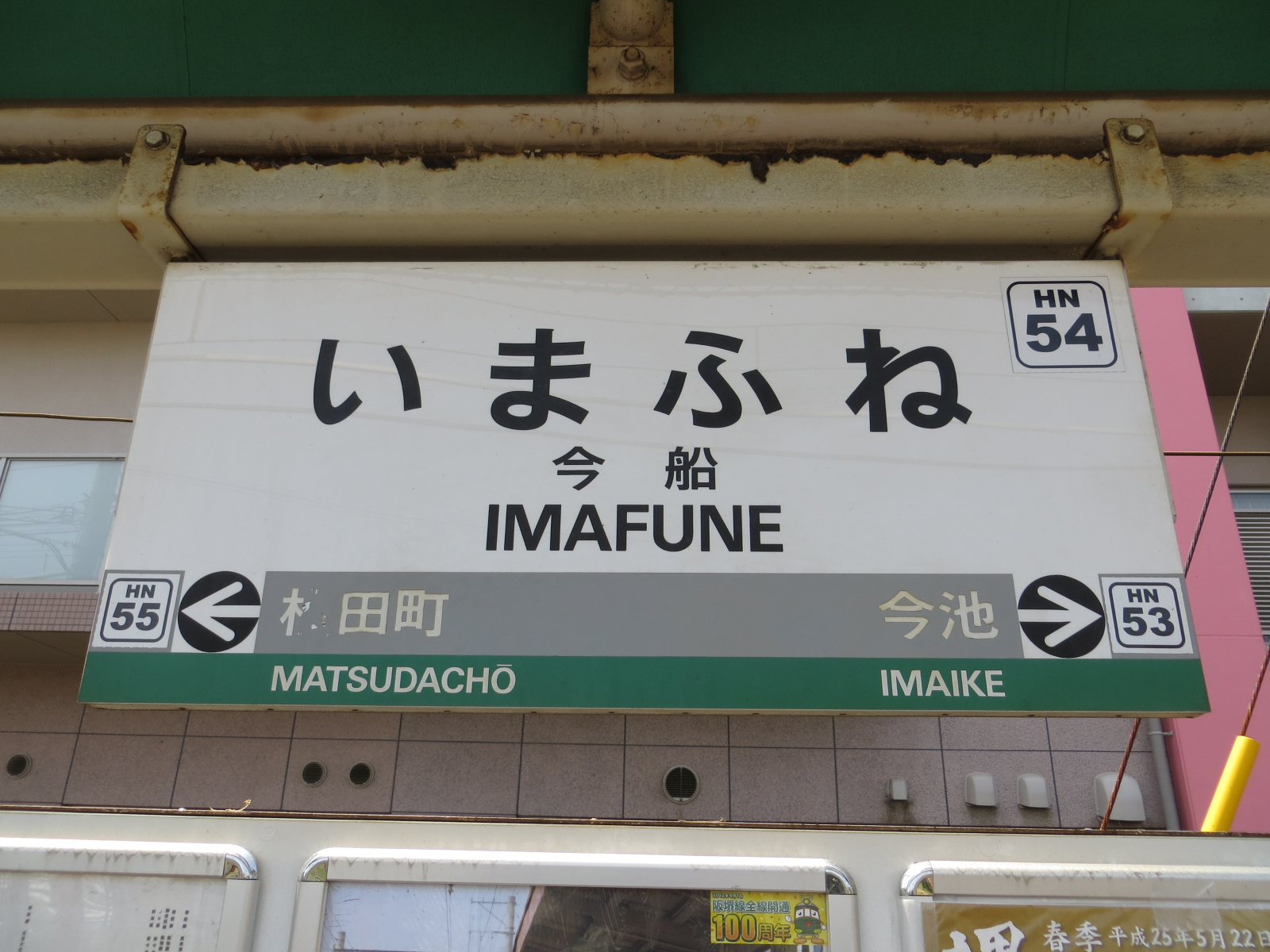
역명판

## 인접역
| 한카이 전기 궤도 ■ 한카이 선 | 한카이 전기 궤도 ■ 한카이 선 | 한카이 전기 궤도 ■ 한카이 선        |
| ---------------------------- | ---------------------------- | ----------------------------------- |
| HN53 이마이케 에비스초 방면  |                              | 마쓰다초 HN55 하마데라에키마에 방면 |